# Ахтанська балка
Ахта́нська ба́лка (рос. бал. Ахтанская, также без назвы) — маловодна балка в Україні у Роздольненському районі Автономної Республіки Крим, на Кримському півострові, (басейн Бакальського озера).

## Опис
Довжина балки приблизно 15 км, найкоротша відстань між витоком і гирлом — 14,23  км, коефіцієнт звивистості річки — 1,05 . Формується багатьма безіменними балками.

## Розташування
Бере початок у колишньому селі Джугень (рос. Джуґень, крим. Cügen, Джуген) . Тече переважно на північний захід через колишнє село Абай (рос. Абай, також Биюк-Абай, крим. Abay, Абай), село Славне (до 1944 року — Баккал, крим. Baqqal)  і між селами  Котовське (до 1944 року — Бюйтен, крим. Büyten)  та Стерегуще (до 1944 року — Верхній Баккал, крим. Yuqarı Baqqal)  впадає в Бакальське озеро.
На північний захід від села Славне балку перетинає автошлях Т 0107 (автомобільний шлях територіального значення в Автономній Республіці Крим, Чорноморське — Роздольне — Воїнка).
У XIX столітті навколо балки існувало багато водяних млинів, один вітряк та мечеть.